# Ellen Bugge
Ellen Bugge, född 4 mars 1903 i Oslo, död 13 augusti 1982, var en norsk målare.
Hon var dotter till läraren Frederik Bugge och Ågot Paulsen samt under en period gift med en nederländare. Hon var under flera år bosatt i olika europeiska länder och under sin vistelse i Wien studerade hon sång och musik. Hon studerade konst vid Statens håndverks- og kunstindustriskole 1920–1923 och för Axel Revold och Halfdan Strøm vid Statens Kunstakademi i Oslo 1931–1933. Hon medverkade från 1928 i Statens Kunstutstilling och har därefter medverkat i ett flertal grupp- och samlingsutställningar. Separat ställde hon bland annat ut på Holst Halvorsens Kunsthandel i Oslo 1963 och på Galleri Landsforeningen Norske Malere 1978. Hennes konst består till stor del av akvareller.